# Корпоративно управљање информационим технологијама
Корпоративно управљање информационим технологијама (ИТ) је подскуп корпоративног управљања, фокусиран на информациону технологију (ИТ) и њен учинак и управљање ризиком. Интерес за ИТ управљање је последица сталне потребе унутар организација да се усмере напори за стварање вредности на стратешке циљеве организације и да се боље управља учинком оних циљева који су одговорни за стварање вредности која је у најбољем интересу свих заинтересованих страна. Развио се из Принципа научног менаџмента, тоталног управљања квалитетом и система управљања квалитетом ИСО 9001.
Кључне ИТ одлуке доносили су ИТ менаџмент и пословни лидери компаније. Краткорочни циљеви оних који су одговорни за управљање ИТ могу одударати од интереса других заинтересованих страна осим ако се не успостави одговарајући надзор. ИТ управљање систематски укључује све: чланове одбора, извршни менаџмент, особље, клијенте, заједнице, инвеститоре и регулаторе. Оквир управљања ИТ се користи за идентификацију, успостављање и повезивање механизама за надгледање употребе информација и сродне технологије за стварање вредности и управљање ризицима, повезаних са коришћењем информационих технологија.
Постоје различите дефиниције управљања ИТ-ом. Док је у пословном свету фокус био на управљању перформансама и стварању вредности, у академском свету фокус је био на „прецизирању права одлучивања и оквира одговорности за подстицање пожељног понашања у коришћењу ИТ-а“.
Иако се бројне дефиниције разликују у неким аспектима, оне се фокусирају на иста питања: постизање везе између пословања и ИТ-а као и на примарну одговорност одбора директора. Ван Грембергенова дефиниција такође указује да ИТ менаџмент мора бити укључен у процесе управљања ИТ. Међутим, постоји јасна разлика између ИТ управљања и ИТ менаџмента. ИТ менаџмент је фокусиран на ефикасно снабдевање ИТ услугама и производима и управљање ИТ операцијама. Заузврат, ИТ управљање је много шире и концентрише се на извођење и трансформацију ИТ-а како би се задовољиле садашње и будуће захтеве пословања и његових клијената. 

## Историјат
Дисциплина управљања информационим технологијама први пут се појавила 1993. године као дериват корпоративног управљања и бави се првенствено везом између стратешких циљева организације, пословних циљева и ИТ менаџмента унутар организације. Истиче важност стварања вредности и одговорности за коришћење информација и сродне технологије и утврђује одговорност управног тела, а не генералног информационог директора или пословног менаџмента.
Примарни циљеви управљања информационим технологијама (ИТ) су (1) да се осигура да употреба информација и технологије генерише пословну вредност, (2) надгледа учинак менаџмента и (3) ублажи ризике повезане са коришћењем информација и технологије. Ово се може урадити путем управљања на нивоу одбора, имплементацијом организационе структуре са добро дефинисаном одговорношћу за одлуке које утичу на успешно постизање стратешких циљева, и институционализацијом добре праксе кроз организовање активности у процесима са јасно дефинисаним исходима који се могу повезати са стратешким циљевима организације.
Неколико земаља је успоставило кодексе корпоративног управљања почетком 1990-их:
1. Комитет спонзорских организација Трејдвеј комисије (САД)
2. Cadbury извештај (УК)
3. King извештај (Јужна Африка)

Као резултат напора корпоративног управљања да се боље управља коришћењем корпоративних ресурса, посебна пажња је посвећена улози информационих технологија у подршци добром корпоративном управљању. Убрзо је уочено да ИТ не само да омогућава корпоративно управљање, већ је и њему као ресурсу и ствараоцу вредности потребно боље руковођење.
У Аустралији, АС8015 верзија корпоративног управљања ИКТ је објављена у јануару 2005. Убрзо је усвојена као ИСО/ИЕЦ 38500 у мају 2008.
Процес управљања ИТ-ом намеће директну везу ИТ ресурса и процеса са циљевима предузећа у складу са стратегијом. Постоји јака корелација између криве зрелости ИТ управљања и укупне ефикасности ИТ-а.

## Проблеми
ИТ управљање се често меша са ИТ менаџментом, усклађеношћу и ИТ контролама. Проблем расте са терминима попут управљања, ризика и усклађености. Примарни фокус ИТ управљања је управљање ИТ ресурсима у име различитих заинтересованих страна, чије рангирање утврђује управљачко тело организације. Једноставан начин да се објасни ИТ управљање је питањем шта се може постићи коришћењем ИТ ресурса. Док се ИТ управљање односи на планирање, организовање, усмеравање и контролу коришћења ИТ ресурса, ИТ управљање је стварање вредности за заинтересоване стране на основу смерница које дају они који управљају. ИСО 38500 је помогао да се ИТ управљање прихвати, описујући га као модел који ће користити директори компанија.
Иако су директори одговорни за ово управљање, није необично да се ова одговорност делегира на менаџмент (пословање и ИТ) од којих се очекује да развију неопходну способност за постизање очекиваног учинка. Док су управљање ризиком и обезбеђивање усклађености суштинске компоненте доброг управљања, примарни фокус је на испоруци вредности и управљању перформансама (тј. управљање, испорука вредности и управљање учинком).
Упркос напорима да се управља учинком и створи вредност, студија фокусирана на преваре у УАЕ је показала да корпоративно управљање не игра главну улогу у смањењу превара, што указује да не постоји значајна разлика у поређењу са другим традиционалним техникама за превенцију превара. Истраживачи су тврдили да би због овог недостатка доприноса требало да постоји бољи надзор вишег руководства.

## Оквири
Постоје бројне пратеће референце које могу бити корисни водичи за имплементацију управљања информационом технологијом (ИТ). Неки од њих су:
- АС8015 (2005): Аустралијски стандард за корпоративно управљање информационим и комуникационим технологијама. АС8015 је усвојен као ИСО/ИЕЦ 38500 у мају 2008.
- ИСО/ИЕЦ 38500 (2015): Корпоративно управљање информационим технологијама,[6] (веома блиско засновано на АС8015-2005) пружа оквир за ефикасно управљање ИТ-ом како би помогао онима на највишем нивоу организација да разумеју и испуне своје законске, регулаторне, и етичке обавезе у погледу коришћења ИТ од стране њихових организација.
- ЦОБИТ: Сматра се водећим светским ИТ оквиром за управљање и контролу. ЦОБИТ обезбеђује референтни модел од 37 ИТ процеса који се обично налазе у организацији.[7] Сваки процес је дефинисан заједно са инпутима и аутпутима процеса, кључним процесним активностима, циљевима, мерама перформанси и моделом зрелости.
- ИГПММ: Модел зрелости процеса управљања информацијама[8] зависи од сазревања 22 процеса који помажу у идентификацији – и побољшању управљања – вредности информација, трошкова и ризика. Савет за усклађеност, управљање и надзор је ажурирао ИГПММ у марту 2017. године.[9] Процеси одражавају потребе кључних заинтересованих страна у вези са информацијама, укључујући правна питања, управљање подацима о евиденцији (РИМ), приватност и безбедност, делатности и ИТ.